# 野口遵

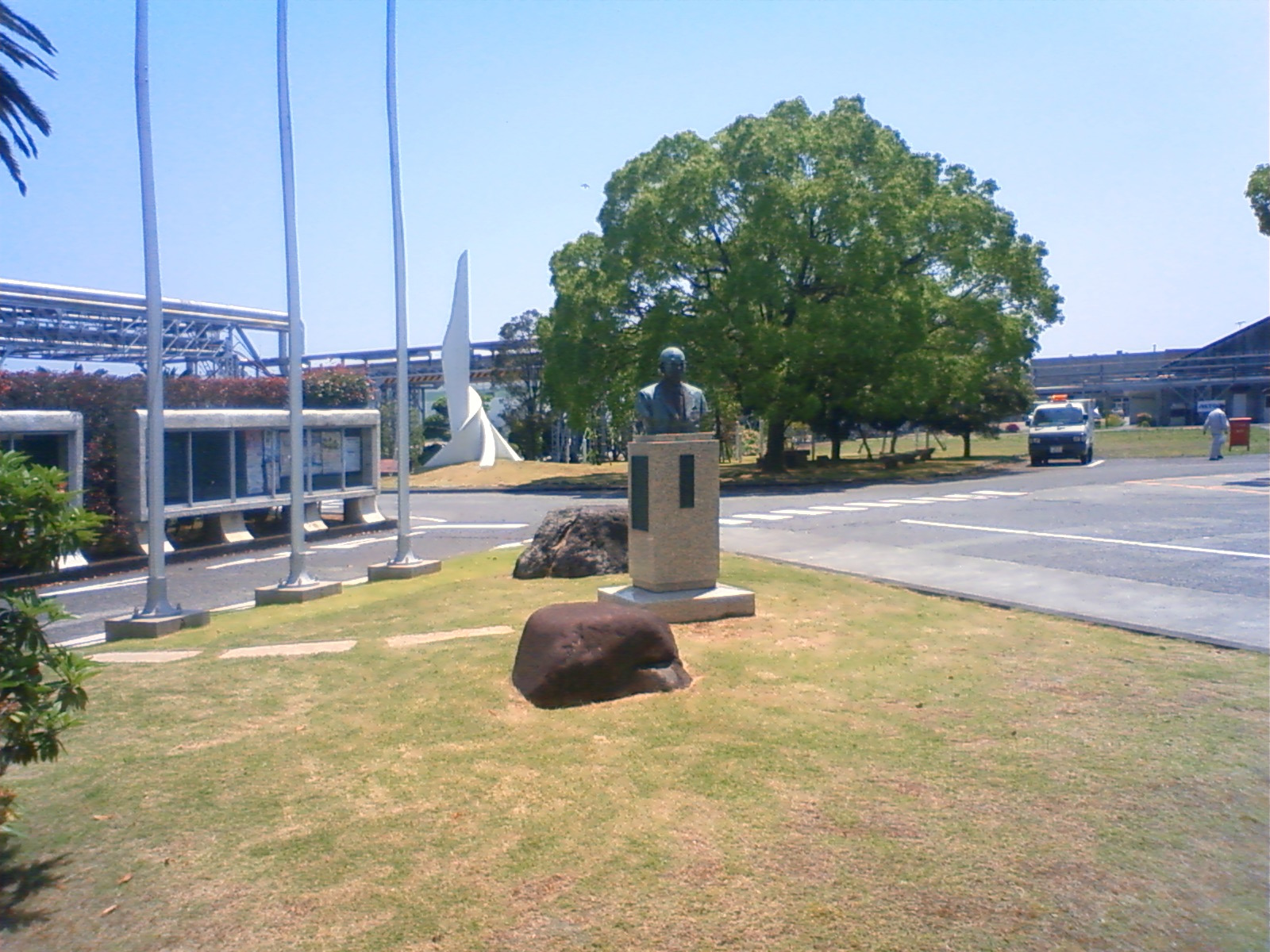
旭化成富士支社にある胸像

野口 遵（のぐち したがう、したごう、通称じゅん、1873年（明治6年）7月26日 - 1944年（昭和19年）1月15日）は、日本の実業家。日本窒素肥料（現・チッソ）を中核とする日窒コンツェルンを一代で築いた。「電気化学工業の父」や「朝鮮半島の事業王」などと称された。チッソの他にも、旭化成、積水化学工業、積水ハウス、信越化学工業の実質的な創業者でもある。
朝鮮半島進出後の野口遵は政商であった。朝鮮総督府の手厚い庇護の下、鴨緑江水系に赴戦江発電所など大規模な水力発電所をいくつも建設し、咸鏡南道興南（現・咸興市の一部）に巨大なコンビナートを造成した。さらに、日本軍の進出とともに満州、海南島にまで進出した。森矗昶、鮎川義介らと共に当時「財界新人三羽烏」として並び称されていた。

## 履歴
- 1873年7月26日、金沢の士族の家に生まれた。
- 東京師範学校附属小（現・筑波大附属小）を経て東京府中学（現・都立日比谷高校）入学。後に乱暴狼藉といたずらで同校を放学され[4]、成立学舎を経て[5]、
- 1888年 第一高等中学校入学
- 1896年 帝国大学工科大学電気工学科（現・東京大学工学部電気工学科）を卒業した。郡山電灯に技師長格で赴任。
- 1898年 シーメンス東京支社入社
- 1903年 宮城県の三居沢カーバイト製造所で日本初のカーバイド製造事業を始めた。
- 1906年 下谷銀行の千沢平三郎より出資を受け曾木電気を設立。鹿児島県の大口に曽木水力発電所を開いた（後のチッソ、旭化成、積水化学、積水ハウス、信越化学）。
- 1907年 日本カーバイド商会を設立し、熊本県の水俣でカーバイドの製造を始めた。
- 1908年 曾木電気と日本カーバイド商会を合併して日本窒素肥料を設立した。水俣工場でカーバイド製造開始。
- 1914年 広島電灯（現・中国電力）の取締役に就任。中国山地・太田川水系の電源開発を計画。また東洋コルク工業（マツダの前身）などの支援や福屋デパート創業にも参画した。
- 1915年宇治川電気の技術顧問、後に取締役就任
- 1919年 広島市に移住。出雲電気、広島電灯設立
- 1920年 日本鉱山、五ヶ瀬電力、阿武川水力設立
- 1921年 イタリアの化学者ルイージ・カザーレ（イタリア語版）からアンモニアの新しい製造方法（カザレー法）の特許を購入した。
- 1922年 旭絹織を設立、専務取締役に就任。
- 1923年 宮崎県の延岡で、カザレー法によるアンモニア製造を開始した。カザレー法の実用化として世界初。
- 1924年 日本窒素肥料の朝鮮半島への進出を決定した。
- 1926年 朝鮮水電を設立、取締役社長に就任。
- 1926年 信濃電気との共同出資により信越窒素肥料（現・信越化学工業）を設立。
- 1926年 朝鮮窒素肥料を設立、取締役社長に就任
- 1929年 日本ベンベルグ絹糸（現・旭化成）を設立
- 1930年 朝鮮窒素・朝鮮水電が合併,赴戦江系水力発電所の工事完成,新興鉄道、日窒火薬を設立
- 1932年 京城府本町（現・ソウル特別市中区明洞）に半島ホテル（現・ロッテホテル）を開いた。
- 1932年  旭絹織・日本ベンベルグ・延岡アンモニア工業が合併し旭ベンベルグを設立、取締役社長に就任、日本窒素肥料社長に就任、長津江水電設立、社長に就任現
- 1934年 朝鮮送電を設立
- 1937年 朝鮮および満州鴨緑江水電を設立し、社長および理事長に就任。東京火薬工業を合併[6]。
- 1940年 9月12日、朝鮮鉱業開発を日窒鉱業開発に再編[6]。京城で脳溢血に倒れ、実業界から引退した[7]。
- 1941年 日窒鉱業開発社長として鉱山統制組合に参画[8]。科学振興・朝鮮教育振興のため私財3000万円を投じて、2,500万円で野口研究所を設立、500万円を朝鮮奨学会に寄付した。
- 1942年 勲一等瑞宝章を受けた。
- 1943年 朝鮮水力、朝鮮送電その他を合併し、朝鮮電業を設立。
- 1944年 1月15日 療養先の静岡県韮山町の別邸にて病没。享年数え72歳[9]。